# Severomoravský krajský přebor 1961/1962
V soubojích 2. ročníku Severomoravského krajského přeboru 1961/62 (jedna ze skupin 3. fotbalové ligy) se utkalo 14 týmů každý s každým dvoukolovým systémem podzim–jaro. Tento ročník začal v srpnu 1961 a skončil v květnu 1962.

## Nové týmy v sezoně 1961/62
- Ze 2. ligy – sk. B 1960/61 nesestoupilo do Severomoravského krajského přeboru žádné mužstvo.
- Ze skupin I. A třídy Severomoravského kraje 1960/61 postoupila mužstva TJ Baník Ostrava „B“, TJ MŽ Olomouc a VTJ Dukla Šumperk.

## Konečná tabulka
Zdroj: 
| Poř. | Tým                                   | Z  | V  | R | P  | VG | OG | B  |
| ---- | ------------------------------------- | -- | -- | - | -- | -- | -- | -- |
| 1.   | VTJ Dukla Olomouc                     | 26 | 17 | 4 | 5  | 61 | 34 | 38 |
| 2.   | TJ MŽ Olomouc (N)                     | 26 | 13 | 7 | 6  | 51 | 27 | 33 |
| 3.   | TJ Baník Ostrava „B“ (N)              | 26 | 13 | 4 | 9  | 60 | 41 | 30 |
| 4.   | TJ Rudá hvězda Vsetín                 | 26 | 11 | 6 | 9  | 62 | 48 | 28 |
| 5.   | TJ Ostroj Opava                       | 26 | 9  | 9 | 8  | 50 | 56 | 27 |
| 6.   | TJ Spartak PS Přerov                  | 26 | 12 | 3 | 11 | 41 | 59 | 27 |
| 7.   | TJ ŽD Bohumín                         | 26 | 12 | 2 | 12 | 44 | 44 | 26 |
| 8.   | TJ ŽD Pudlov                          | 26 | 9  | 7 | 10 | 52 | 51 | 25 |
| 9.   | TJ Spartak Zbrojovka Vsetín           | 26 | 11 | 3 | 12 | 44 | 43 | 25 |
| 10.  | TJ Baník 1. máj Karviná               | 26 | 10 | 3 | 13 | 43 | 51 | 23 |
| 11.  | VTJ Dukla Šumperk (N)                 | 26 | 8  | 6 | 12 | 39 | 42 | 22 |
| 12.  | TJ Spartak MEZ Frenštát pod Radhoštěm | 26 | 7  | 8 | 11 | 34 | 54 | 22 |
| 13.  | TJ Spartak Meopta Přerov              | 26 | 7  | 6 | 13 | 37 | 54 | 20 |
| 14.  | TJ Spartak Uničov                     | 26 | 7  | 4 | 15 | 43 | 66 | 18 |

Poznámky:
- Z = Odehrané zápasy; V = Vítězství; R = Remízy; P = Prohry; VG = Vstřelené góly; OG = Obdržené góly; B = Body; (S) = Mužstvo sestoupivší z vyšší soutěže; (N) = Mužstvo postoupivší z nižší soutěže (nováček)

|  | Postup do 2. ligy – sk. B 1962/63                          |
|  | Sestup do skupin I. A třídy Severomoravského kraje 1962/63 |